# Luhe-Wildenau
Luhe-Wildenau è un comune tedesco di 3 480 abitanti, situato nel land della Baviera.